# 20136 Eisenhart
20136 Eisenhart (1996 NA) là một tiểu hành tinh vành đai chính bên trong được phát hiện ngày 8 tháng 7 năm 1996 bởi P. G. Comba ở Prescott và đặt tên theo the nhà toán học Luther P. Eisenhart.